# كاي يون
كاي يون (بالصينية: 蔡赟) (من مواليد 19 يناير 1980 في سوجو، جيانغسو) هو لاعب كرة ريشة محترف سابق مثل الصين. وهو الحاصل على الميدالية الذهبية في الألعاب الأولمبية الصيفية 2012 في لندن وبطل العالم أربع مرات في زوجي الرجال. يعتبر واحدا من أعظم لاعب زوجي الرجال في عصره.